# Zanbató
Zanbató (japonsky 斬馬刀 Zanbató), doslova „koně-zabíjející meč“ nebo „koně-sekající šavle“) je výjimečně velký typ japonského meče, jehož historické užití je stále sporné. Meč je blízce podobný nodači nebo odači, přestože od nodači se zanbató liší ricassem (nejspíše myšleno jako záštita či šířka čepele) o délce přibližně 12-18 palců. To podporuje domněnku o praktickém užití meče ve feudálním Japonsku. Extrémní délka čepele, se speciálním úchopem vpředu, mu propůjčuje dvojí užití. Obojí jako válečná zbraň proti kavalerii. Tyto typy mečů zanbató se dají najít prodeji ve venkovských turistických obchodech a stáncích v částech Japonska jako je prefektura Kjóto a prefektura Nara. Je možné, že výroba zanbató byla inspirována čínským zhǎn mǎ dāo (viz níže). Oba meče byly používány k zabíjení koně i jezdce jedním sekem. Skoro to vypadá, že zanbató je ve skutečnosti pouze jinou verzí zhǎn mǎ dāo, pouze špatně vytvořený či přeložený do japonštiny japonskými cestovateli, kteří byli svědkem použití meče v bitvách.
Extrémně dlouhé či vlnité (točité) meče zanbató také existovaly a bývaly používány při oslavách a podobných akcích. Zkušení kováři se obvykle snažili potvrdit svůj talent výrobou těchto takzvaných „zanbató“ jako důkaz soutěživosti mezi kováři obecně. To způsobilo, že na starých zobrazeních byly k vidění extrémně dlouhé meče, z nichž některé byly tak dlouhé (i kolem 12 stop), že těžko mohly být zaměněny za cokoli jiného než ukázkové kusy.

## Čínský zhǎn mǎ dāo 斬馬刀
Čínská zbraň proti kavalerii z dynastie Song nazývaná též zhan ma dao či literárně „koně-sekající čepel“, je podobný proporcí a měr jako zanbató, pochopitelně má i odlišné formy. Některé případy meč se mohou konstrukčně podobat nagamaki. Má krytou rukojeť dlouhou až 37 centimetrů (15 palců), stejně jako zanbatou. Jakkoli se čepele podobají či liší, má zhan ma dao v druhé půlce tenkou vlnku, kdežto vlnka zanbató prochází celým mečem – podobně jako u katany.

## Zanbató v moderní fikci
Fiktivní přepis zbraně obsahuje velký a široký meč zakončený rozšířenou jakoby tyčovitou rukojetí. Meč a jeho varianty používají různé postavy v anime, manze a videohrách. Tyto interpretace obvykle popisují zbraň jako neobyčejně velký meč či zbraň s magickými výhodami či prostředky. Nicméně zbraň, která se takovým zobrazením podobá, je eku „dřevěné veslo“.
Mangy obsahující zobrazení zanbató jsou například série Ruróni Kenšin (るろうに剣心), kde jeden z hlavních postav Sagara Sanosuke, zvaný též Zanza – ten, co bojuje se zanbató, používá zanbató jako svou hlavní zbraň. Zanbató je též použita v 137 epizodě Naruta - A Town of Outlaws. Dále je používán v populární RPG Ohnivý emblém, kde je to zbraň specializována na jízdní jednotky, a ve Final Fantasy, kde „Zanmató“ je speciální útok způsobující smrt, rovněž zbraně hlavních hrdinů, jako je Zack Fair či Cloud se zanbató velmi podobají.